# لامینیت کامپوزیتی

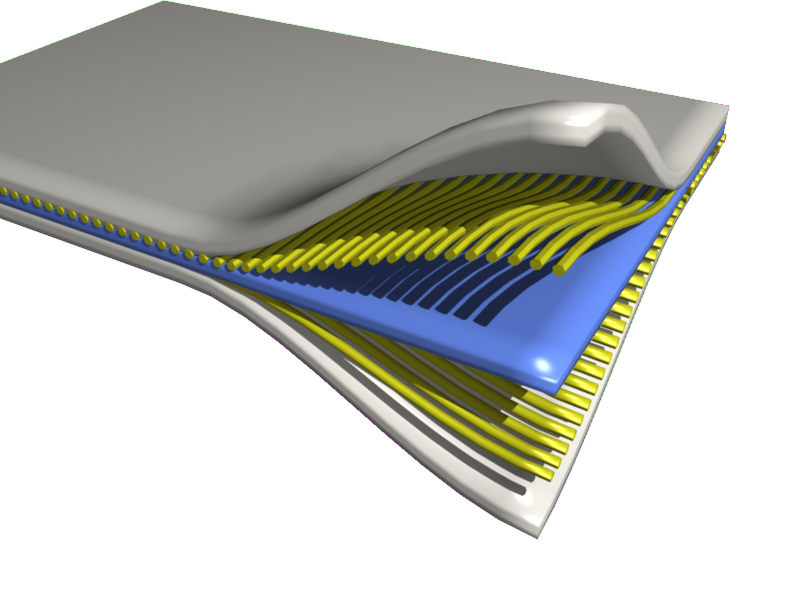
لامینیت کامپوزیتی

مدول‌های سطحی یک لامینیت کامپوزیتی را می‌توان مستقیماً با اعمال قانون ترکیب معادلات در مدول کامپوزیت‌های تک جهته به دست آورد. کامپلیانس سطحی به سادگی معکوس مدل‌های سطحی است. اگر ثوابت مهندسی مورد نظر باشند، آن‌ها را می‌توان از اجزاء کامپلیانس‌های سطحی به دست آورد. روابط میان ثوابت مهندسی و لایه‌های مجزا و ثوابت مهندسی لامینیت بسیار پیچیده‌است.
برای به دست آوردن اجزاء کامپلیانس‌ها از روی مدول‌ها لازم است که از ماتریس معکوس استفاده شود. در این عملیات، تمام اجزاء مدول‌ها در اندازه‌گیری و محاسبه هر جزء کامپلیانس سهیم هستند. مشاهده ضربه ناشی از تغییر مدول‌ها به تغییر کامپلیانس مشکل است. هیچ وقت نسبت‌های ساده یا روابط خطی وجود ندارند. اثر چنین تغییری روی مدول‌ها در ثوابت مهندسی منتجه حتی کمتر مشهود است. این موضوع در لامینیت‌های دو جهته عمومی نشان داده‌است که در آن‌ها نسبت پواسون هیچگاه در محدوده مرزی که بر مواد ایزو تروپیک تحمیل می‌شود، محدود نمی‌گردد. آن‌ها ممکن است بزرگتر از نیم یا کوچکتر از صفر باشند. این نشان دهنده یک موفقیت در طراحی فرمول‌هایی است که برای مواد سنتی پیشنهاد شده‌است. تمایل به ساخت مواد کامپوزیت ارتوتروپیک یا شبه ایزوتروپیک قابل فهم است. اما به این ترتیب طراح ممکن است خود از موقعیت‌های مناسب در طراحی بهینه فرار کند.
مواد لامینیت شده کامپوزیتی با روابطی مانند تنش- کرنش کامپوزیت‌های تک جهته اداره می‌شوند. مدول‌های سطحی یک لامینیت محدود به مدول‌های لایه‌های مجز است. اما کامپلیانس‌ها و ثوابت مهندسی با کامپلیانس‌ها و ثوابت مهندسی لایه‌های مجزا محدود نمی‌شوند. زمانی که ثوابت ماده محدود نیستند، تکیه کردن به حدس شخصی بسیار مشکل است. این دلیل اهمیت نظم هنگام کار کردن با مواد کامپوزیت است. باید در تعیین علائم دقت شود. دانستن این نکته که چگونه خواص لایه‌های مجزا به سختی لامینیت منجر می‌شود، ضروری است. در این دیدگاه اجزاء مدول‌ها ترجیح دارند. چرا که اختلاف آن‌ها با خواص لایه‌ای و آرایه‌های پی در پی توسط روابط ساده، صریح و خطی فراهم آمده و اداره می‌شوند. همچنین دانستن تعداد درجات آزادی مجاز و معتبر زمانی که آرایش لایه‌ای را جهت دستیابی به لامینیت بهینه تغییر داده‌ایم، یا اضافه یا کم می‌کنیم، بسیار حائز اهمیت است.

## سختی خمشی لامینیت‌های کامپوزیتی
سختی خمشی لامینیت‌های کامپوزیتی را می‌توان با استفاده از روش سختی سطحی به دست آورد. در ابتدا باید مدول سختی را توسط فاکتورهای وزنی با سختی لایه‌های مجزا مرتبط نمود. مدول لامینیت‌های کامپوزیتی، تابع ساده خطی لایه‌های مجزا نمی‌باشند. این تابع در مورد مدول‌های سطحی صادق است. اما در مورد مدول خمشی، لایه‌های خارجی بیش از لایه‌های داخلی در آن سهیم هستند.